# 5e groupe de reconnaissance de division d'infanterie
Le 5e groupe de reconnaissance de division d'infanterie (5e GRDI) est une unité de l'Armée française créée en 1939 et rattachée à la 25e division d'infanterie motorisée. Elle a participé à la bataille de France lors de la Seconde Guerre mondiale.  

## Historique du5eGRDI

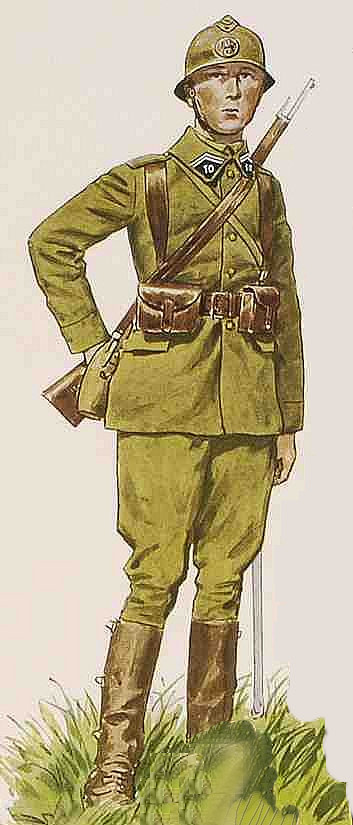
Uniforme du 10e dragons en 1939, tel que porté initialement au 5e GRDI.

De type motorisé, le 5e GRDI est créé en 1939 par le 10e régiment de dragons, les centres mobilisateurs de cavalerie no 13 de Moulins et no 15 d'Orange. Il est rattaché à la 25e division d'infanterie motorisée. En septembre 1939,  il combat dans le secteur de Rohrbach pendant l'offensive de la Sarre. Stationné dans la région de Dunkerque à partir de novembre 1939, il est rattaché au groupement de GRDI et de GRCA du colonel Lestoquoi pour aller occuper Breda (Pays-Bas) en cas d'offensive ennemie (plan Dyle-Breda). Créé sans automitrailleuses, le 5e GRDI reçoit un escadron d'automitrailleuses de découverte Panhard 178 et un escadron de quinze chars Hotchkiss H39 le 26 avril 1940.

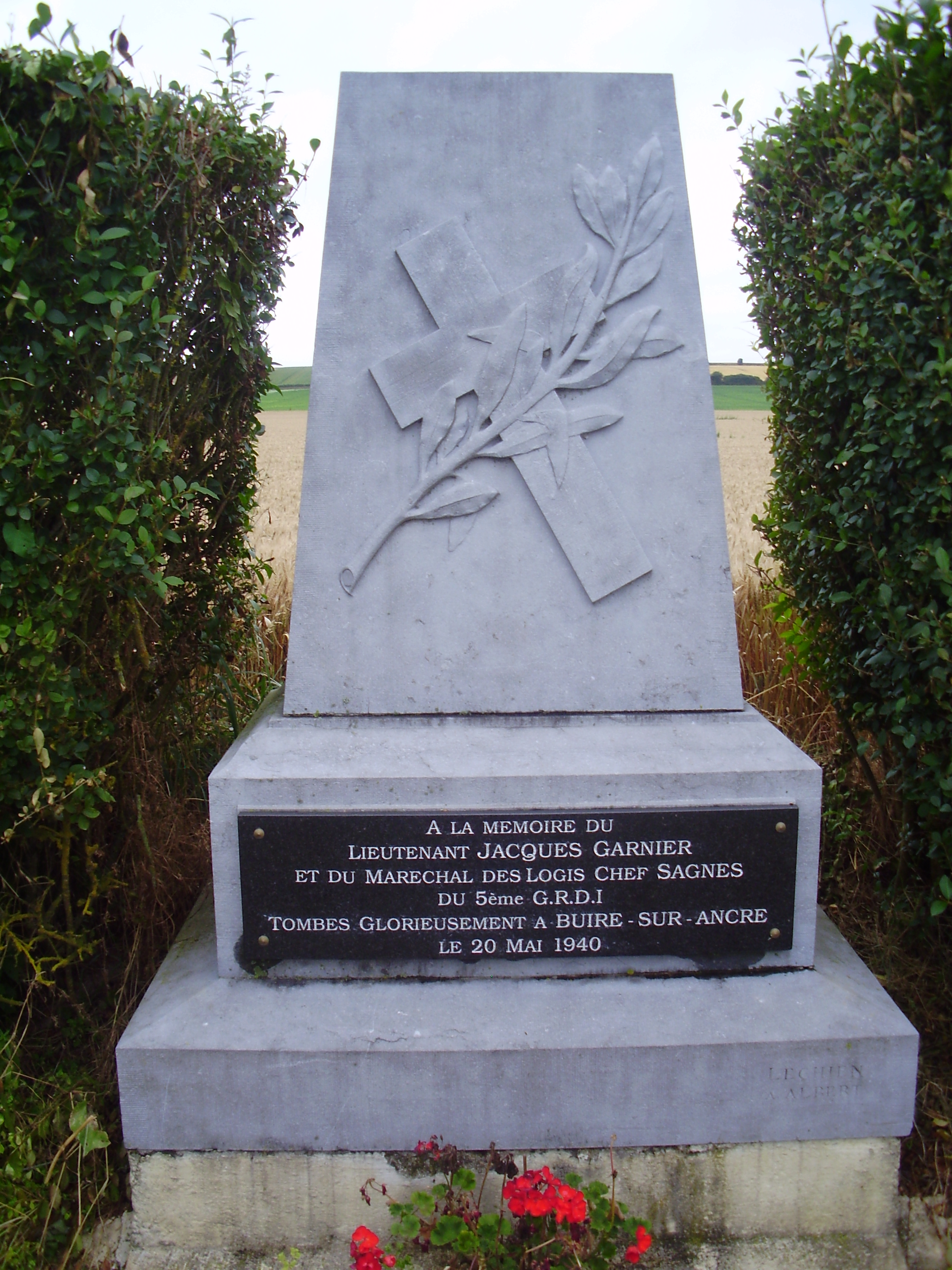
Monument à Buire-sur-l'Ancre en souvenir de deux cavaliers de l'escadron AMD du 5e GRDI tués dans la commune le 20 mai.

Lorsque l'attaque allemande commence, il traverse comme prévu la frontière belge en direction du canal Albert et atteint Tilbourg le 14 mai. Il prend contact avec les avant-gardes allemandes livrant des combats retardateurs. Le 18 mai, il se replie sur Anvers. Puis, il effectue une étape de 240 kilomètres vers Cambrai pour aider à colmater le front. Du 19 au 29 mai, il combat pour les passages de l'Escaut, de la Scarpe et de la Lys. Il se replie ensuite vers Dunkerque protégeant la retraite du reste de l'armée avec la 1re brigade légère mécanique. Il embarque finalement pour l'Angleterre le 3 juin à Malo-les-Bains.  
Il sera débarqué en France et combattra jusqu'à l'armistice.

## Ordre de bataille
- Commandement : Lieutenant-Colonel de Peyriagues[1]
- Adjoint : inconnu
- Escadron hors rang : Lieutenant Vigier puis Lieutenant de Nicolay[1]
- 1er groupe d'escadrons motorisés : Chef d’Escadron de Chaumont-Quitry[1]
  - 1er escadron motorisé : Capitaine de Place[1]
  - 2e escadron motorisé : Lieutenant Martin[1]
- 2e groupe d'escadrons motorisés : Capitaine Robillot[1]
  - 3e escadron motorisé : Lieutenant Dumarest[1]
  - 4e escadron de  mitrailleuses et canons de 25 antichars : Capitaine Legrand[1]